# Hilliard Graves
Hilliard Donald Graves (* 18. Oktober 1950 in Saint John, New Brunswick) ist ein ehemaliger kanadischer Eishockeyspieler, der im Verlauf seiner aktiven Karriere zwischen 1968 und 1980 unter anderem 558 Spiele für die California Golden Seals, Atlanta Flames, Vancouver Canucks und Winnipeg Jets in der National Hockey League auf der Position des rechten Flügelstürmers bestritten hat.

## Karriere
Graves, der in Saint John in der Provinz New Brunswick geboren wurde, verbrachte seine Juniorenzeit zwischen 1968 und 1970 auf Prince Edward Island bei den Charlotte Islanders in der Maritime Junior A Hockey League. Mit der Mannschaft nahm der Stürmer im Jahr 1970 am prestigeträchtigen Memorial Cup teil, wo der Stürmer in 15 Spielen 21 Scorerpunkte verbuchte. Zur Qualifikation für selbigen hatten die Islanders im Vorfeld die Meisterschaft ihrer Liga gewonnen. Dazu hatte Graves in zwölf Playoff-Spielen ebenfalls 21 Punkte beigetragen.
Da Graves in keinem NHL Amateur Draft ausgewählt wurde, verpflichteten die California Golden Seals aus der National Hockey League als Free Agent nach Beendigung seiner Juniorenzeit. Er verbrachte den Saisonbeginn pendelnd zwischen dem Kader der Golden Seals in der NHL sowie deren Farmteam, den Providence Reds, aus der American Hockey League. Nach insgesamt 30 Einsätzen endete seine Rookiesaison aufgrund einer Verletzung jedoch vorzeitig. Über die Baltimore Clippers aus der AHL kämpfte sich der Flügelspieler in der Saison nach seiner Verletzung aber wieder zurück in den NHL-Kader des südkalifornischen NHL-Franchises, zu dessen Stammkader er mit Beginn der NHL 1972/73 gehörte. In seiner ersten kompletten Saison erreichte er an der Seite von Ivan Boldirev und Gary Croteau beachtliche 52 Scorerpunkte, gefolgt von einem schwächeren Jahr mit 29. Der Einbruch führte schließlich dazu, dass Graves im Juli 1974 im Tausch für John Stewart an die Atlanta Flames abgegeben wurde.
Bei den Flames fand der Angreifer für die folgenden zweieinhalb Spielzeiten eine neue sportliche Heimat. Zwar erreichte er in der Saison 1974/75 erneut nicht die Marke von 30 Scorerpunkten, jedoch zahlte er das in ihn gesetzte Vertrauen mit 49 Punkten im Spieljahr 1975/76 zurück. Dennoch endete die Zeit des Angreifers in Atlanta im Dezember 1976, als er im Dezember 1976 gemeinsam mit Larry Carrière zu den Vancouver Canucks transferiert wurde. Im Gegenzug gaben die Kanadier John Gould und ein Zweitrunden-Wahlrecht im NHL Amateur Draft 1977 an die Flames ab. In Vancouver beendete Graves die Spielzeit und erreichte kumuliert erneut über 40 Punkte. Auch in der Saison 1977/78 stellte der Kanadier seine Offensivqualitäten unter Beweis, als er abermals über 40 Punkte erzielte und zudem zum zweiten Mal in seiner NHL-Karriere die Marke von 20 Toren knackte.
Gegen Ende der Spielzeit 1978/79 kam Graves’ Zeit in Vancouver aber zu einem schnellen Ende. Er wurde zum Farmteam New Brunswick Hawks abgeschoben, wo er die Saison beendete. Im anschließenden NHL Expansion Draft 1979 aufgrund der Aufnahme von einigen Teams der World Hockey Association in die NHL blieb Graves von den Canucks ungeschützt, woraufhin er von den Winnipeg Jets ausgewählt wurde. Für diese bestritt er – neben Einsätzen für die New Brunswick Hawks in der AHL und die Tulsa Oilers in der Central Hockey League – insgesamt 35 Spiele, ehe er im Sommer 1980 seine Karriere im Alter von 29 Jahren für beendet erklärte.

## Erfolge und Auszeichnungen
- 1970 Gewinn der Maritime Junior A Hockey League mit den Charlottetown Islanders

## Karrierestatistik
(Legende zur Spielerstatistik: Sp oder GP = absolvierte Spiele; T oder G = erzielte Tore; V oder A = erzielte Assists; Pkt oder Pts = erzielte Scorerpunkte; SM oder PIM = erhaltene Strafminuten; +/− = Plus/Minus-Bilanz; PP = erzielte Überzahltore; SH = erzielte Unterzahltore; GW = erzielte Siegtore; 1 Play-downs/Relegation; Kursiv: Statistik nicht vollständig)